# 胡戈
胡戈（1974年7月13日—），湖北武汉人，电子音乐人。2010年後，從事商業廣告製導與演出，最出名廣告系列作品為七喜。

## 網絡影片
2005年末到2006年初相继推出网络作品《一个馒头引发的血案》和《春运帝国》。其中《一个馒头引发的血案》的素材主要根据陈凯歌导演的同期热门电影《无极》和中央電視台社会与法频道的《中国法治报道》欄目。《馒头》推出后，在互联网上被广泛传载，“恶搞”一词开始正式进入公众视野。陈凯歌认为胡戈的行为涉及侵权，公开谴责胡戈：“人不能无耻到这种地步”。更曾經表示要控訴胡戈，但陳凱歌受輿論所壓，最後控訴胡戈的計畫不了了之。在此陈凯歌欲控訴戈的風波中，胡戈得到眾多網民的支持，並且有律師請纓為他免費打官司。此争议成为2006年农历新年之后的网络大热点，也引起傳統的電視台和平面媒體的關注。中國大陸版权机构相关人士也指出胡戈的行为涉嫌侵权，但表示欣赏胡戈的才气。
2006年6月6日胡戈在网络上公开发表他的首部自主拍摄制作的DV短片《鸟笼山剿匪记》，片长47分钟左右，由胡戈及其友人共同拍摄制作，真人扮演，内容涉及对国际政治和一些社会现象的讽刺，在电影方面戏仿了《十面埋伏》和《黑客帝国》等作品，但是完全没有使用原始的电影素材。
2006年10月，推出利用《鸟笼山剿匪记》素材改编的《鸟笼山电视购物》；11月推出《满城尽是加班族》。
2007年1月10日，胡戈在播客网站六间房发布30分钟的短片《007大战黑衣人》，暗讽朝鲜领导人金正日的政权。
2008年1月23日，推出《007大战黑衣人》的续集《007大战猪肉王子》。
2008年12月17日，胡戈在新浪播客发布了恶搞CCTV《新闻联播》的短片《××小区××号群租房整点新闻》，被网友戏称为“山寨新闻联播”，片中模仿《新闻联播》的语气和措辞恶搞当时一些热门事件。
2009年1月22日，公布《整点新闻》第二集；5月19日公布为阿里巴巴公司所制作的广告片《鞋袭——总统的反击》，在剧中首次使用外籍真人演员，恶搞阿富汗和伊拉克的战争中的美国，并于6月2日发表《鞋袭》的B版加拍摄花絮。
2010年2月9日，发布新片《动物世界——宅居动物》，以模仿纪录片的形式描述“宅民”文化和暗讽政府的网络审查管制，其中较有名气的演员有韩寒、ayawawa以及胡戈本人。针对网民对剧中为1688.com做广告的不满，胡戈声明由于资金原因，之后的作品都会有广告成分。

## 主持人
- 武汉交通音乐频道每晚8点档的《国际流行频道》
- 后谈话节目《胡椒爆生姜》

## 外国影响
《007大战黑衣人》曾经被韩国雅虎报道并有网民提供下载地址，曾经引起褒贬不一的争议以及网络上非正式谈论焦点。

## 作品列表
- 《一个馒头引发的血案》 2005年
- 《春运帝国》 2006年
- 《鸟笼山剿匪记》 2006年
- 《鸟笼山电视购物》 2006年
- 《007大战黑衣人》 2007年
- 《007大战猪肉王子》 2008年

### 商业片
- 《血战到底》
- 《满城尽是加班族》 2006年
- 《鞋袭——总统的反击》，阿里巴巴广告 2009年
- 《动物世界——宅居动物》 2010年
- 《七喜广告—“七件最爽的事”》
- 《七喜广告—“情侣”》
- 《七喜广告—“圣诞节许愿”》
- 《七喜广告—“最绝的蝴蝶效应”》
- 《家安空调消毒剂广告——咆哮私奔谍战剧》
- 《绿舌头广告—舔出来的快感》
- 《家安空调消毒剂广告——我是来洗空调的》
- 《七喜广告—“白雪公主”》
- 《威猛先生洁厕炮广告——2016炮有传奇》
- 《雷的嘎嘎地——天语手机淘宝网》
- 《哥就想上个吊——QQ手机管家》
- 《史上最伟大的爱情故事》
- 《欧阳锋1秒变雷锋》
- 《黑帮老大大战刑警队长》
- 《步步惊奇》
- 《雷锋2012》
- 《易迅广告——情人在囧途》
- 《易迅广告——职场白富美误入囧途》
- 《易迅广告——都是IPAD惹的祸，小萝丽误入囧途》
- 《彩虹热线教室篇》
- 《彩虹热线寝室篇》
- 《隱形俠》